# Nueve barones de la fama
Según la leyenda, los nueve barones de la fama (también conocidos como los nueve caballeros de la tierra) eran los más esforzados barones de la tierra catalana, con el afán de reconquistar los territorios ocupados por los sarracenos. Estos nueve caballeros fueron los señores de: Cervelló, Erill, Ribelles, Montcada, Cervera, Pinós, Anglesola, Alemany y Mataplana. En algunas versiones el de Mataplana es el Conde Arnau.

## Los nueve barones de la leyenda
- Guerau d'Alemany.
- Bernat d'Anglesola.
- Galceran (o Guerau) de Cervelló.
- Galceran de Cervera.
- Bernat Roger d'Erill.
- Hug de Mataplana (o el Conde Arnau, Comte l'Arnau, en la canción popular).
- Dapifer de Montcada.
- Galceran de Pinós.
- Gispert de Ribelles.

Otger Cataló, el padre de la patria, los conjuró a luchar hasta la muerte por la tierra que los había visto nacer hasta liberarla del poder de la "media luna" sarracena, que les había impuesto una cultura diferente de la que era su fe originaria.
Los nueve caballeros juntaron sus espadas, jurando ante el altar de la virgen negra llamada Nuestra Señora de Montgrony, -que está situada cerca del monasterio de Ripoll, que está a la vez relacionado con otro mito catalán: el de Wifredo el Velloso- cumplir con lealtad su palabra.

## Bases históricas de la leyenda
Se cree que la leyenda fue creada y propagada por los supuestos descendientes de los nueve barones (que llevan el nombre de importantes familias nobles de la Edad Media) para prestigiar sus alcurnias.
- Baronía de Alemany: No ha existido nunca una baronía de Alemany. Los Alemany son los barones de Cervelló a partir de Alemany Hug de Cervelló (... -1063).
- Baronía de Anglesola: La baronía de Anglesola surgió en 1056, cuando Ramón Berenguer «el Viejo» de Barcelona (1024-1076) tomó el castillo de Tárrega a los sarracenos, que cedió en 1079 a Berenguer Gombau, verdadero fundador de la casa de Anglesola.
- Baronía de Cervelló: el primer barón de Cervelló conocido existió casi tres siglos después de Otger Cataló, y no se llamaba Galcerà ni Guerau sino Odalric. Este Odalric es descendiente del Conde Arnau (tío de Otger Cataló).
- Baronía de Cervera: Cervera permaneció en poder sarraceno hasta 1067. Hug Dalmau (1067-1095) comandó las tropas catalanas en el asedio de Cervera y ocupó la plaza. Ramón Berenguer «el Viejo» anexionó la comarca al condado de Ausona, constituyendo la baronía de Cervera, que dio en feudo a Hug Dalmau, denominado desde entonces Hug Dalmau de Cervera.
- Baronía de Erill: el primer barón de Erill que se conoce fue Atón de Erill (...- 977). En la Edad Moderna pasaron a ser condes.
- Baronía de Mataplana: el fundador de la primera casa de Mataplana que se conoce (casa de Berga-Mataplana) se llamó igualmente Hug de Mataplana, pero nació tres siglos después de Otger Cataló. El castillo de Mataplana está documentado desde 1076.
- Baronía de Montcada: al supuesto fundador legendario de la baronía de Montcada se le llama Dapifer de Montcada o Ramón de Montcada (un "dapifer" en la época de Otger era un senescal). Se trata de un hijo de Otger Cataló: Ramistà (... -768), arconte de Limoges y senescal de Aquitania, asesinado en 768 por Pipino el Breve (714-768) rey de los francos (751-768). Según los cantares de gesta, acompañó en 752 a su padre Otger y su hijo Arnau en las campañas contra los sarracenos en Septimania, y murió en el asedio de Narbona, pero no en batalla, sino víctima de unas fiebres, lo que seguramente es una confusión con las circunstancias de la muerte de su padre. La realidad es que de 767 a 768 estuvo en guerra contra Pipino, rey de los francos, pero fue vencido, capturado y decapitado. Su hijo primogénito fue Arnau (...- 813), arconte de Ampurias (795-813), 1r barón de Rocabertí y 1r barón de Montcada.
- Baronía de Pinós: el primer Pinós fue Mir Riculf de Pinós (...-1068). Su hijo Galceran de Pinós (1068-1117) trasladó su sede al castillo de Bagà.
- Baronía de Ribelles: los primeros personajes conocidos son los hermanos Gombau I de Ribelles y Ramon de Ribelles, vasallos (1072-1095) del conde de Cerdanya por los castillos de Castellnou de Oluja, la Manresana, Bufaganyes y Oluges.